# Behrmannovo zobrazení

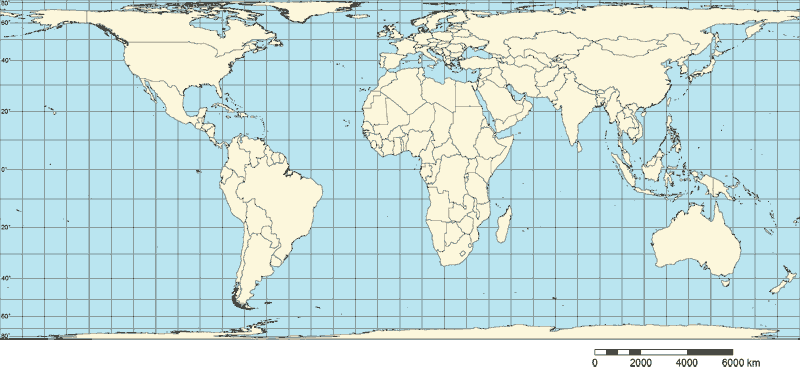
Mapa světa v Behrmannově zobrazení (základní poledník 0°)

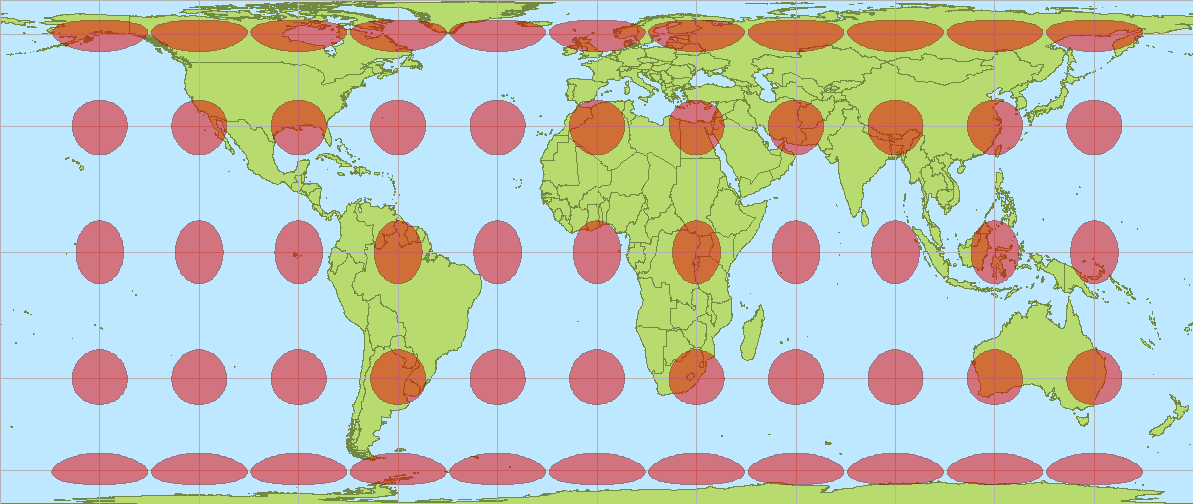
Ukázka zkreslení.

Behrmannovo zobrazení je plochojevné válcové kartografické zobrazení. Jeho autorem je německý geograf Walter Behrmann, který ho poprvé publikoval v Berlíně v roce 1910. Behrmannovo zobrazení je speciálním případem Lambertova válcového ekvivalentního zobrazení se dvěma nezkreslenými rovnoběžkami o zeměpisné šířce 30°.

## Zobrazovací rovnice
Označme {\displaystyle [\varphi ;\lambda ]\,} souřadnice libovolného bodu na kouli, {\displaystyle \lambda _{0}\,} zeměpisnou délku základního poledníku a {\displaystyle R\,} poloměr Země. Odpovídající pravoúhlé souřadnice {\displaystyle [X;Y]\,} určíme ze vztahu:
{\displaystyle X=R\,(\lambda -\lambda _{0})\cos 30^{\circ }\,}
{\displaystyle Y={\dfrac {R\,\sin \varphi }{\cos 30^{\circ }}}\,}